# 黄顺基
黄顺基（1925年—2016年4月17日），男，广西昭平人，中国科学技术哲学家、自然辩证法学家，曾任中国人民大学教授、博士生导师。